# カール・フォン・ティーム
カール・フォン・ティーム（独: Carl von Thieme、1844年4月10日 - 1924年10月10日）は、ドイツの保険事業家。ミュンヘン再保険およびアリアンツの創始者。

## キャリア
ティームの父親はエアフルトの大手保険グループであるチューリンゲン・ヴェルシケルングスの支配人であった。ティームは同社に勤め、1871年にミュンヘン総代理店支配人、1873年にはバイエルン総代理店支配人となった。
1880年、ティームはミュンヘンで、テオドール・フォン・クラマー・クレット、投資銀行メルク・フィンク商会の共同経営者ヴィルヘルム・フォン・フィンクとともにミュンヘン再保険を設立し、1922年までミュンヘン再保険の代表取締役を務めた。
さらに1890年には、ベルリンで、フィンクとともにアリアンツを設立し、初代頭取（General director）を務めた。

## 栄誉
1914年、ルートヴィヒ3世よりバイエルン王冠功労勲章を授与され、個人貴族に列せられた。またミュンヘン再保険会社本社があるマルティウス通りの東部分がティーム通りと改称されている。

## 家族
カール・ティームは、1870年にマリー・フォン・デア・ナーマーと結婚し、7人の子をもうけた。
ナーマーが出産時に死去したのちの1885 年、 17歳年下のチューリンゲンの貴族ヴィッツレーベンのエルゼと結婚し、さらに4人の子をもうけた。 夫婦は1921年に東チロルのヴァイセンシュタイン城を購入して住んだ 。